# Conus artoptus
Espèce
Statut de conservation UICN

 LC  : Préoccupation mineure
Conus artoptus est une espèce de mollusques gastéropodes marins de la famille des Conidae.
Comme toutes les espèces du genre Conus, ces escargots sont prédateurs et venimeux. Ils sont capables de « piquer » les humains et doivent donc être manipulés avec précaution, voire pas du tout.

## Description
La taille de la coquille varie entre 35 mm et 79 mm. La coquille est étroite, cylindrique, et entourée de stries granuleuses minuscules. Sa couleur est blanchâtre, largement tri-bandée par des nuages longitudinaux oblongs de couleur brun-orange, les interstices étant tachetés de brun. .

## Distribution
Cette espèce marine est présente au large des Philippines, de l'Indo-Malaisie, des îles Salomon, dans la mer de Sulu, au large du Vanuatu et en Australie (Territoire du Nord, Queensland, Australie occidentale).

### Niveau de risque d’extinction de l’espèce
Selon l'analyse de l'UICN réalisée en 2011 pour la définition du niveau de risque d'extinction, cette espèce se trouve depuis le Vanuatu et les îles Salomon à l'est, à travers la Papouasie-Nouvelle-Guinée et le Queensland jusqu'à l'Indonésie et la mer de Sulu à l'ouest. Cette espèce a une large répartition dans tout le Pacifique occidental et on ne pense pas que des menaces majeures l'affectent. Elle est donc classée dans la catégorie préoccupation mineure.

## Taxonomie

### Publication originale
L'espèce Conus artoptus a été décrite pour la première fois en 1833 par le naturaliste, illustrateur et conchyliologiste britannique George Brettingham Sowerby I (1788-1854) dans la publication intitulée « The conchological illustrations or, Coloured figures of all the hitherto unfigured recent shells »,.

### Synonymes
- Conus (Virgiconus) artoptus G. B. Sowerby I, 1833 · appellation alternative
- Conus spectabilis A. Adams, 1854 · non accepté
- Hermes artoptus (G. B. Sowerby I, 1833) · non accepté
- Hermes spectabilis A. Adams, 1853 · non accepté (nomen nudum)
- Pseudohermes artoptus (G. B. Sowerby I, 1833) · non accepté

## Identifiants taxonomiques
Chaque taxon catalogué par les bases de données biologiques et taxonomiques possède un identifiant qui permet d'établir un point de référence. Les identifiants de Conus artoptus dans les principales bases sont les suivants :
AFD : Conus_(Virgiconus)_artoptus - CoL : XWXJ - GBIF : 5795703 - iNaturalist : 431841 - IRMNG : 10537359 - NCBI : 591041 - TAXREF : 94310 - UICN : 192417 - 